# 1834年巴勒斯坦阿拉伯人起義
1834年巴勒斯坦阿拉伯人起義是指1834年5月至8月期间巴勒斯坦地区的人民為反对穆罕默德·阿里王朝的征兵和税收政策而發動的一场起义。 反政府武裝一度佔領耶路撒冷，但最終起義被鎮壓。